# Korzenie: Następne pokolenia
Korzenie: Następne pokolenia (ang. Roots: The Next Generations) – miniserial telewizyjny, produkcji amerykańskiej; ekranizacja powieści Alexa Haleya, nadawany przez stację ABC, w roku 1979. Kontynuacja miniserialu Korzenie z roku 1977. W Polsce emitowany przez TVP2 w 1988 roku.
Serial, liczący sobie ok. 840 minuty (14 godzin), został wyemitowany oryginalnie w siedmiu dwugodzinnych odcinkach.

## Fabuła
Kontynuacja losów rodziny niewolnika Kunta Kinte. Po wojnie secesyjnej jego prawnuk Tom Harvey (Georg Stanford Brown), mieszkający w miasteczku w Tennessee, angażuje się w działalność polityczną. Córka Toma, Elizabeth (Debbi Morgan), spotyka się z chłopakiem, który mimo pochodzenia z czarnoskórej rodziny ma jasną skórę. Dziewczyna prosi ojca, żeby zgodził się na ślub. Pułkownik Warner (Henry Fonda), zdeklarowany zwolennik segregacji rasowej, pożycza czarnoskórej nauczycielce książki. Nie spodziewa się, że kobieta spodoba się jego synowi, Jimowi (Richard Thomas).

## Obsada
- Georg Stanford Brown – Tom Harvey
- Lynne Moody – Irene Harvey
- Debbi Morgan – Elizabeth Harvey
- Beah Richards – Cynthia Harvey Palmer (starsza)
- Henry Fonda – Pułkownik Frederick Warner
- Olivia de Havilland – Pani Warner
- Richard Thomas – Jim Warner
- Marc Singer – Andy Warner
- Stan Shaw – Will Palmer
- Fay Hauser – Carrie Barden
- Irene Cara – Bertha Palmer Haley
- Avon Long – George „Kogut” Moore
- Roger E. Mosley – Lee Garnet
- Paul Koslo – Earl Crowther
- Harry Morgan – Bob Campbell
- Dorian Harewood – Simon Haley
- Ruby Dee – Queen Haley
- Hal Williams – Alec Haley
- Greg Morris – Beeman Jones
- Brian Stokes Mitchell – John Dolan
- Ja'net Dubois – Sally Harvey
- Slim Gaillard – Sam Wesley
- George Voskovec – Pan Goldstein
- Pam Grier – Francey
- Percy Rodriguez – Boyd Moffatt
- Robert Culp – Lyle Pettijohn
- Dina Merrill – Pani Hickinger
- Brock Peters – Ab Decker
- Bever-Leigh Banfield – Cynthia Palmer (młoda)
- Paul Winfield – Doktor Horace Huguley
- Kristoff St. John – Alex Haley (dziecko)
- Logan Ramsey – D.L. Lewis
- Dennis Fimple – Szeryf Duffy
- Damon Evans – Alex Haley (w wieku 16–28)
- Debbie Allen – Nan Branch Haley
- Andy Griffith – komandor Robert Munroe
- Diahann Carroll – Zeona Haley
- Rafer Johnson – Nelson
- Carmen McRae – Lily
- Telma Hopkins – Daisy
- Kim Fields – Lydia Haley
- Milt Kogan – Mel Klein
- James Earl Jones – Alex Haley (w wieku 39–46)
- Howard Rollins – George Haley
- Marlon Brando – George Lincoln Rockwell
- Al Freeman Jr. – Malcolm X
- Barbara Barrie – Dodie Brattle
- Philip Michael Thomas – Eddie Franklin

i inni